# Latinská čtvrť

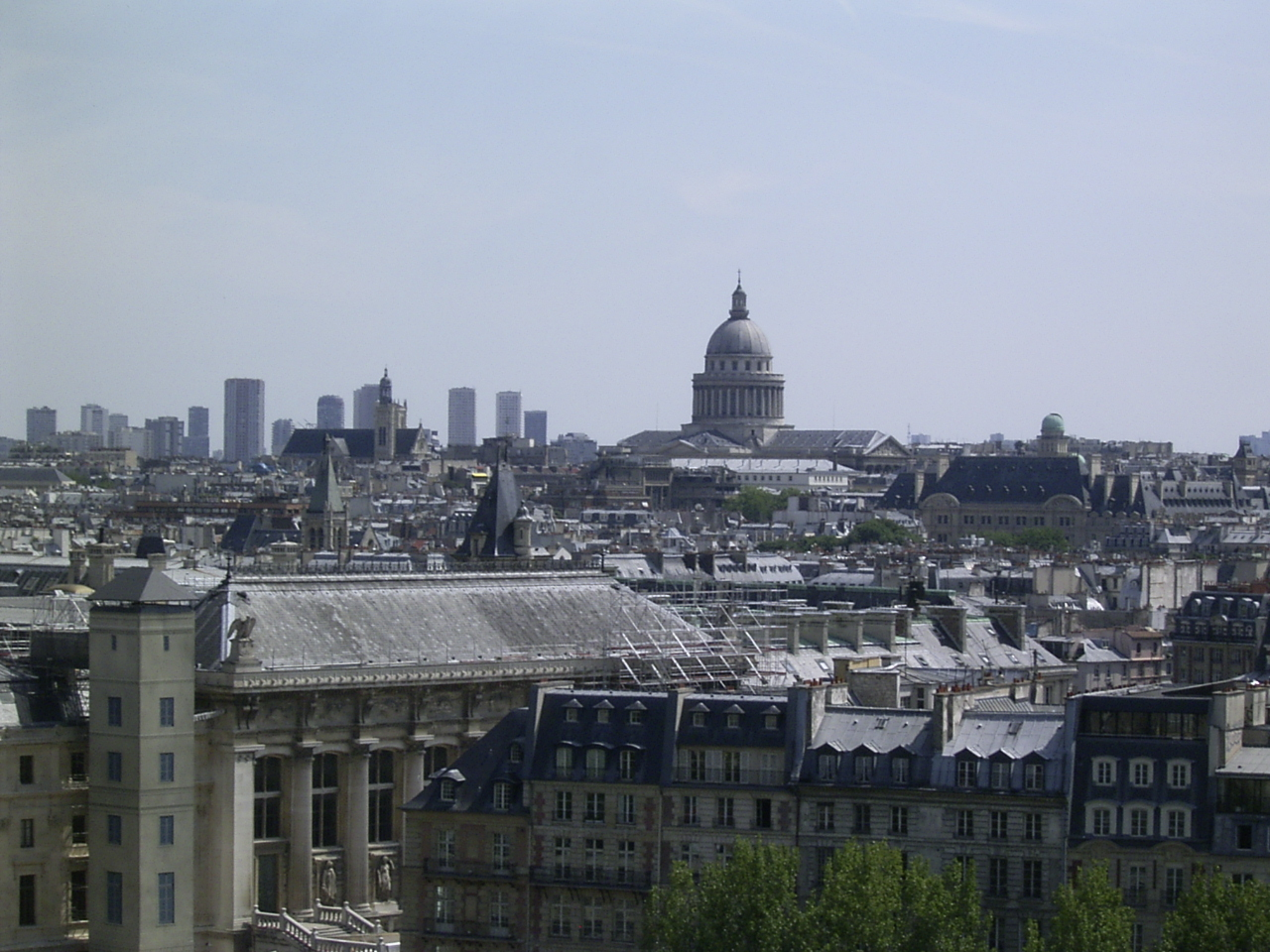
Pohled na Latinskou čtvrť a její dominantu
Panthéon z věže Notre-Dame

Latinská čtvrť (francouzsky Quartier latin) je historická čtvrť v Paříži, která se nachází na levém břehu řeky Seiny. Latinská čtvrť není městskou čtvrtí ve smyslu současného správního členění Paříže, takže nemá přesně vymezené hranice. Rozkládá se na svazích pahorku sv. Jenovéfy převážně na území 5. obvodu a zabírá i severní a východní část 6. obvodu. Je to tradiční studentská čtvrť s mnoha starobylými školami a dalšími institucemi. Její název vychází ze skutečnosti, že až do období Francouzské revoluce byla latina výhradním jazykem zdejších obyvatel – studentů a profesorů vysokých škol a pařížské univerzity. Dnes je rovněž oblíbená mezi turisty jako místo s mnoha mezinárodními restauracemi.

## Historie

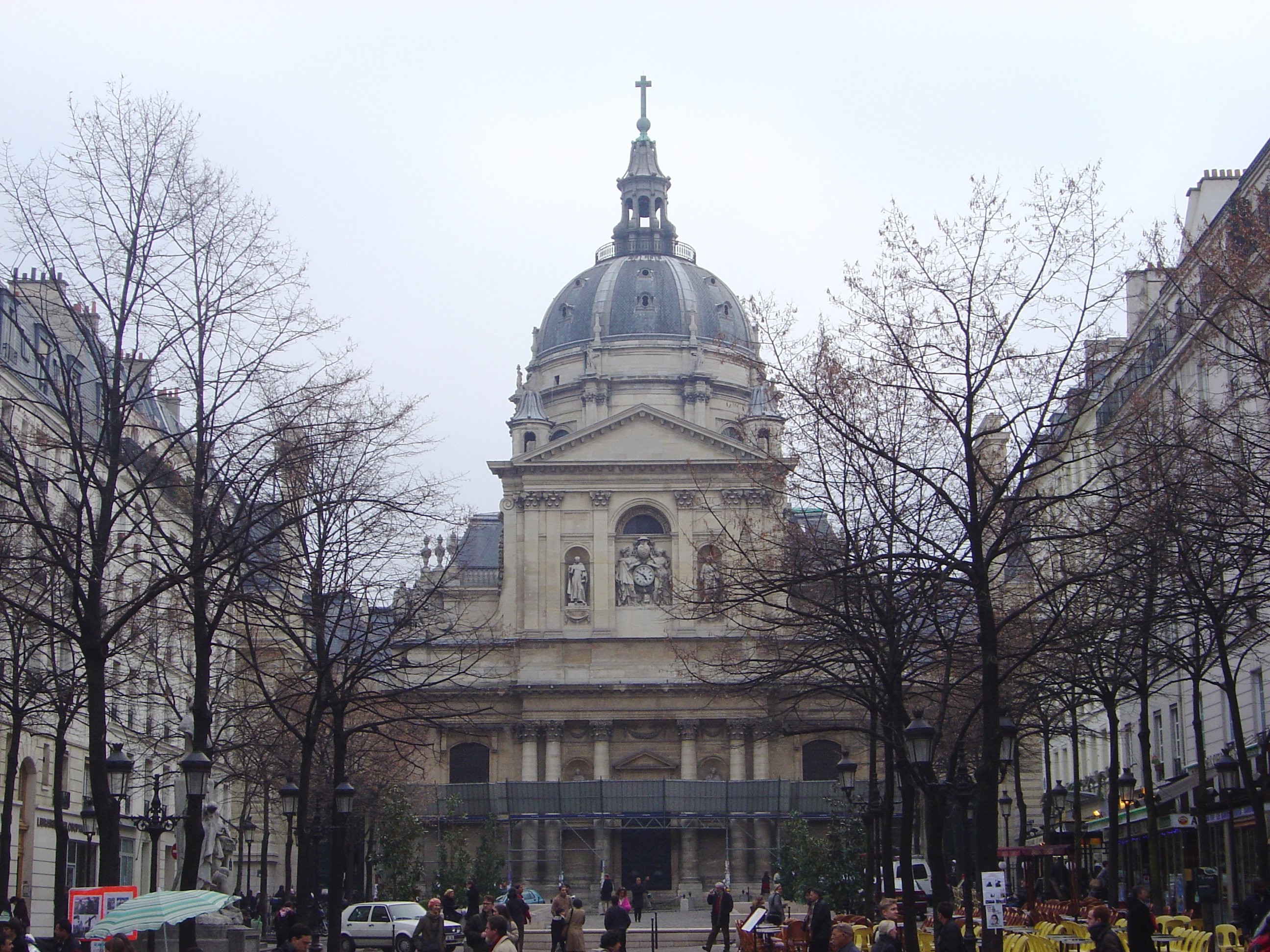
Sorbonna: symbol Latinské čtvrti

Oblast na levém břehu řeky a na návrší byla osídlena již Římany ve 3. století n. l. Z té doby se dochovaly především dvě stavební památky – bývalá aréna (Arènes de Lutèce) a římské lázně (součástí Hôtel de Cluny). Původní hlavní obchodní cesta, která vedla z tehdejší Lutecie směrem na jih, je dnešní ulice Rue Saint-Jacques. Ve 12. století se v okolí zdejšího kláštera sv. Jenovéfy a kláštera sv. Viktora, které ležely za hranicemi středověkého města, začali usazovat kněží, učitelé a jejich žáci. V roce 1215 povolil papež Inocenc III. městu zřídit univerzitu. Vznikly koleje, z nichž nejznámější byla Sorbonna založená zpovědníkem krále Ludvíka IX. Robertem de Sorbonne roku 1253 pro studenty teologie. V roce 1530 v blízkosti Sorbonny založil král František I. další významnou školu – Collège de France. Když v roce 1793 Národní konvent nařídil, že francouzština bude jediným oficiálním jazykem na univerzitách v celé zemi, přestala být latina jazykem čtvrti. V roce 1794 zde byla založena École Polytechnique, ta ovšem byla v roce 1976 přesunuta do města Palaiseau.
V 60. letech se Latinská čtvrť stala jedním z center studentských a intelektuálních protestů a v květnu 1968 dějištěm tvrdých střetů mezi demonstrujícími studenty a policií. Poslední studentskou revoltou bylo obsazení Sorbonny studenty v březnu 2006 na protest proti tzv. zákonu o prvním zaměstnání.

## Současnost

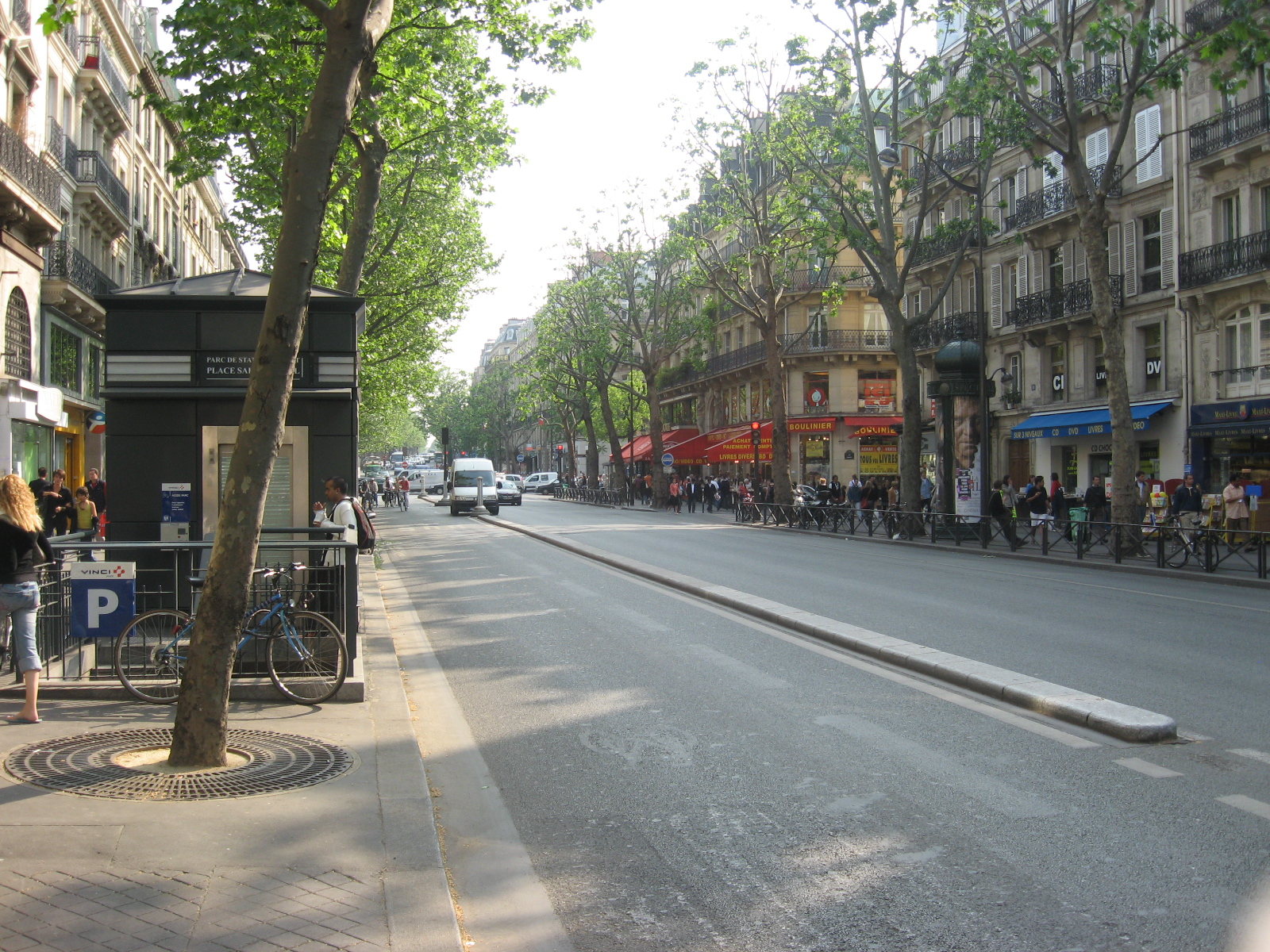
Boulevard Saint-Michel

Dnešní nájmy ve čtvrti jsou tak vysoké, že zde samotných studentů už nebydlí tolik, jako dříve. K pronájmu slouží především tzv. chambres de bonne – pokojíky pro služky. Nicméně vysoká koncentrace univerzit, vysokých škol, tzv. grandes écoles, lyceí, knihoven, knihkupectví, antikvariátů a nakladatelství a jejich uživatelů – studentů a profesorů zde trvá i doposud. Latinská čtvrť je jako světoznámá pařížská čtvrť velmi oblíbená turisty. Hlavními tepnami jsou Boulevard Saint-Michel vedoucí vertikálně a Boulevard Saint-Germain v ose východ-západ.

## Významné vzdělávací instituce

### Pařížská univerzita

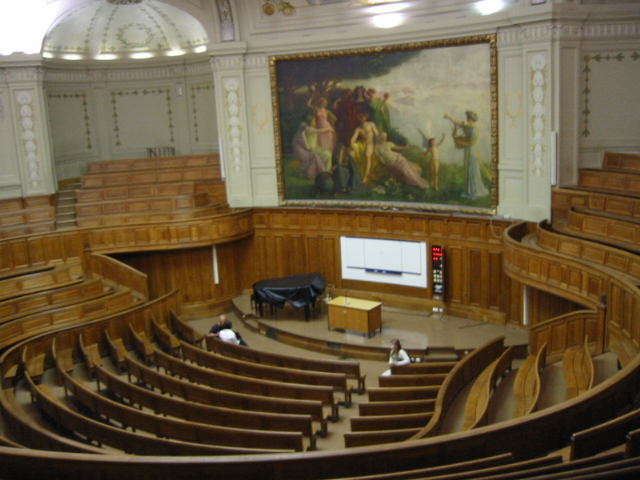
Amphithéatre Richelieu jedna z největších poslucháren na Sorbonně

V roce 1971 byla stará Pařížská univerzita (Université de Paris) rozdělena na 13 univerzit, z nichž sedm sídlí v Latinské čtvrti:
- Univerzita Paříž I (Panthéon-Sorbonne)
- Univerzita Paříž II (Panthéon-Assas)
- Univerzita Paříž III (Sorbonne-Nouvelle)
- Univerzita Paříž IV (Paris-Sorbonne)
- Univerzita Paříž V (Paris-Descartes)
- Univerzita Paříž VI (Pierre-et-Marie-Curie)
- Univerzita Paříž VII (Denis-Diderot)

### Další vysoké školy
- Collège de France

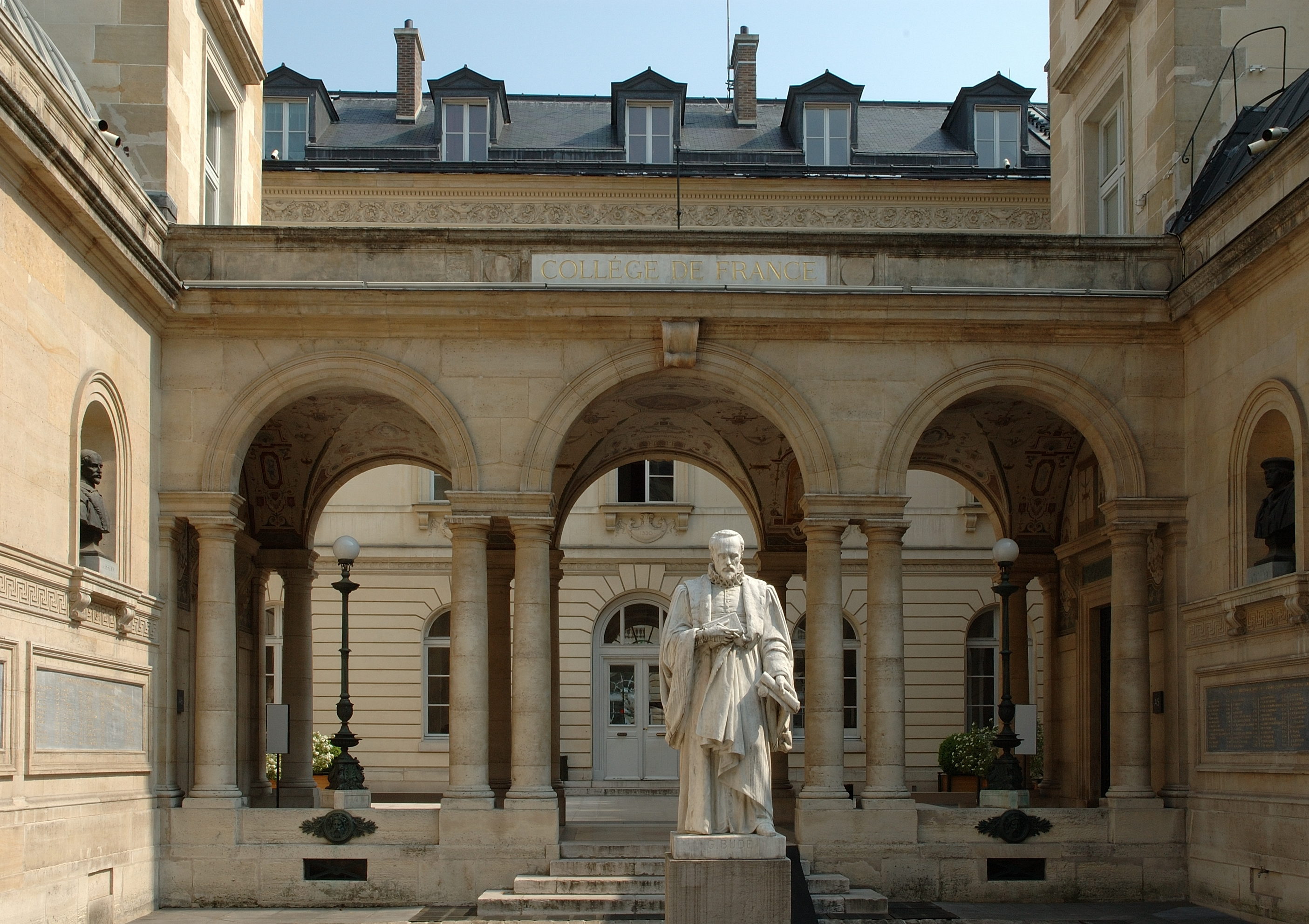
Dvůr Collège de France

- École supérieure de physique et de chimie industrielles de la ville de Paris
- Institut catholique de Paris

### Grandes écoles

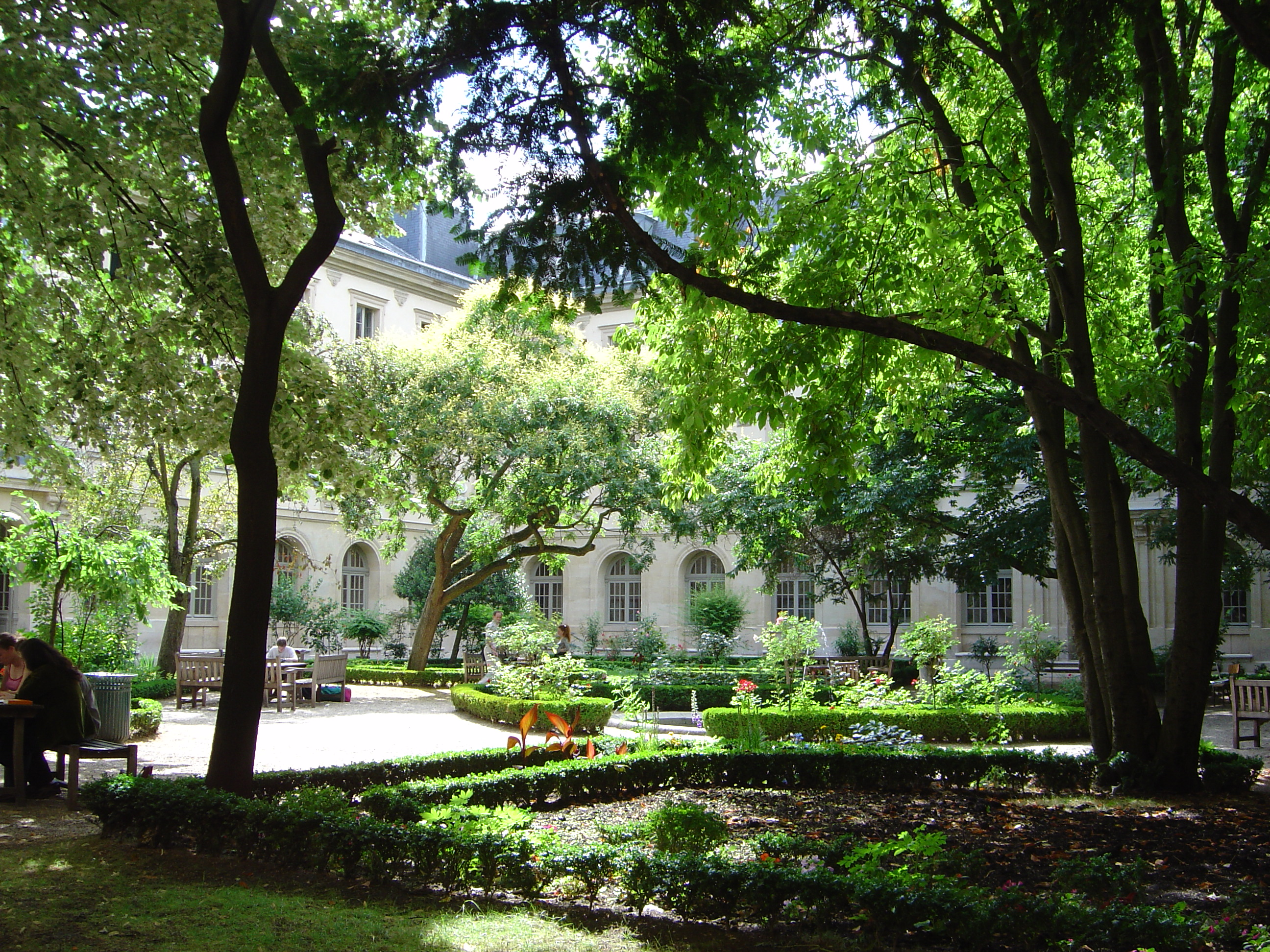
Dvůr École normale supérieure

Z 11 škol typu grande école, které sídlí v Paříži, se jich většina nachází v Latinské čtvrti:
- École nationale supérieure des mines de Paris
- École nationale des chartes
- École normale supérieure
- École spéciale des travaux publics, du bâtiment et de l'industrie
- Institut supérieur d'électronique de Paris
- École nationale supérieure de chimie de Paris
- École nationale supérieure des beaux-arts

### Lycea
- Lycée Fénelon
- Lycée Henri IV
- Lycée Lavoisier
- Lycée Montaigne
- Lycée Louis-le-Grand
- Lycée Saint-Louis
- Lycée Stanislas

### Ostatní
Ve čtvrti je mnoho specializovaných knihoven, ať už pro oblast literatury, historie, lékařství, politiky, filozofie apod. Nejvýznamnější je:
- Bibliothèque Sainte-Geneviève (přičleněná k Univerzitě Paříž III)

## Významné památky

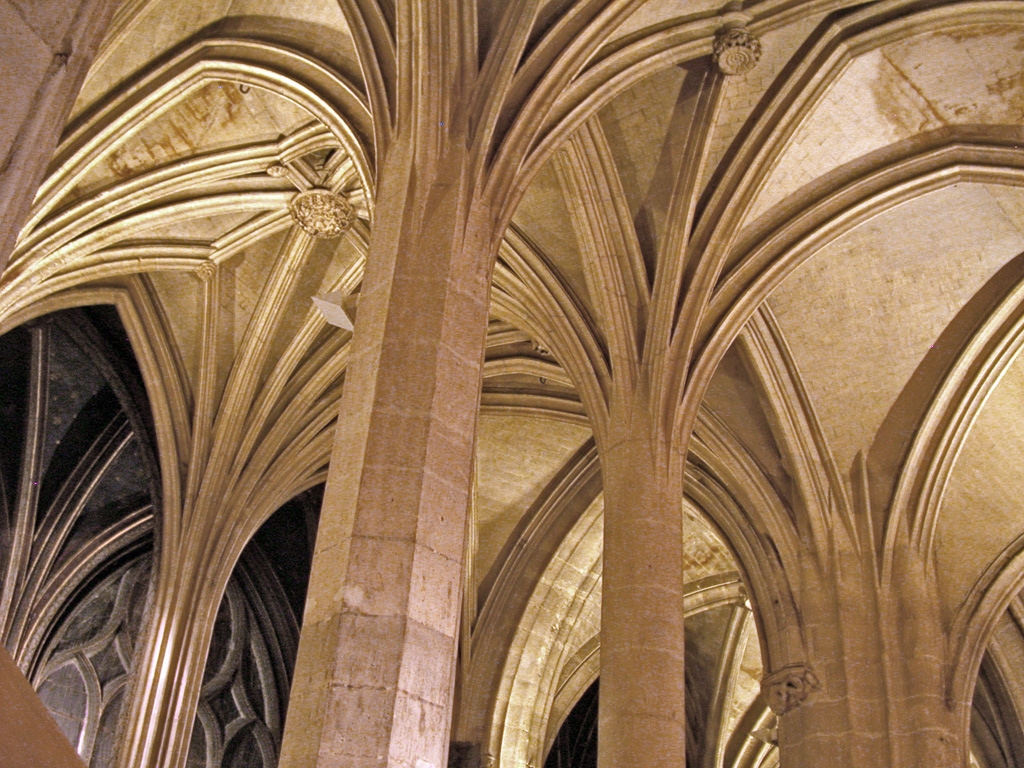
Interiér kostela sv. Severina

### Církevní stavby
- Kostel Saint-Étienne-du-Mont – původně zde stál románský kostel sv. Jenovéfy, který byl v letech 1492-1626 několikrát přestavován v gotickém a renesančním slohu. V letech 1521-1535 vzniklo v kostele kamenné lektorium – jediné dochované v Paříži. V kostele jsou pohřbeni Blaise Pascal a Jean Racine.
- Kostel Saint-Julien-le-Pauvre – kostel byl vystavěn v letech 1165-1220 a od 13. století sloužil jako univerzitní kostel, kde se na shromáždění volil rektor. V roce 1524 byl během studentské rebelie poničen a dlouho byl uzavřen. V roce 1651 získal nové průčelí a v roce 1655 se stal kaplí nemocnice Hôtel-Dieu na ostrově Cité. Od roku 1889 je kostelem melchitské řeckokatolické církve.
- Kostel sv. Sulpicia – jeho dnešní podoba pochází z přestaveb během 16. a 17. století. V roce 1732 byl opatřen fasádou v antickém stylu. Kostel je vyzdoben obrazy, které vytvořil Eugène Delacroix. V kostele se nacházejí největší varhany ve Francii. Kostel proslavil ve svém románu Šifra mistra Leonarda spisovatel Dan Brown.
- Kostel svatého Severína Pařížského – na místě stávala v 6. století poustevna sv. Severína, později zde byla zřízena kaple, poté v 11. století kostel, který byl farní pro levý břeh Seiny. Ve 14. a 15. století byl přestavěn do tzv. plaménkové gotiky. V zahradě kostela se v roce 1474 konala první operace žlučníkových kamenů („pacientem“ byl odsouzenec).
- Kaple Sainte-Ursule de la Sorbonne – kaple sv. Uršuly, která je součástí Sorbonny, byla vystavěna v letech 1635-1642, v hrobce je pohřben kardinál Richelieu
- Couvent des Cordeliers – klášter františkánů založený v roce 1230, nejspíš už v roce 1236 zde byla založena nejstarší františkánská škola. Po vypuknutí Francouzské revoluce byl klášter roku 1790 uzavřen a v roce 1795 zde byla zřízena nemocnice.
- Collège des Bernardins je bývalá cisterciácká kolej Pařížské univerzity. Zanikla v roce 1790, kdy byli mniši vyhnáni a kolej uzavřena. V roce 2001 budovu získala pařížská arcidiecéze a v letech 2004-2008 proběhla celková rekonstrukce. Dnes slouží ke vzdělávacím a kulturním účelům.

### Muzea

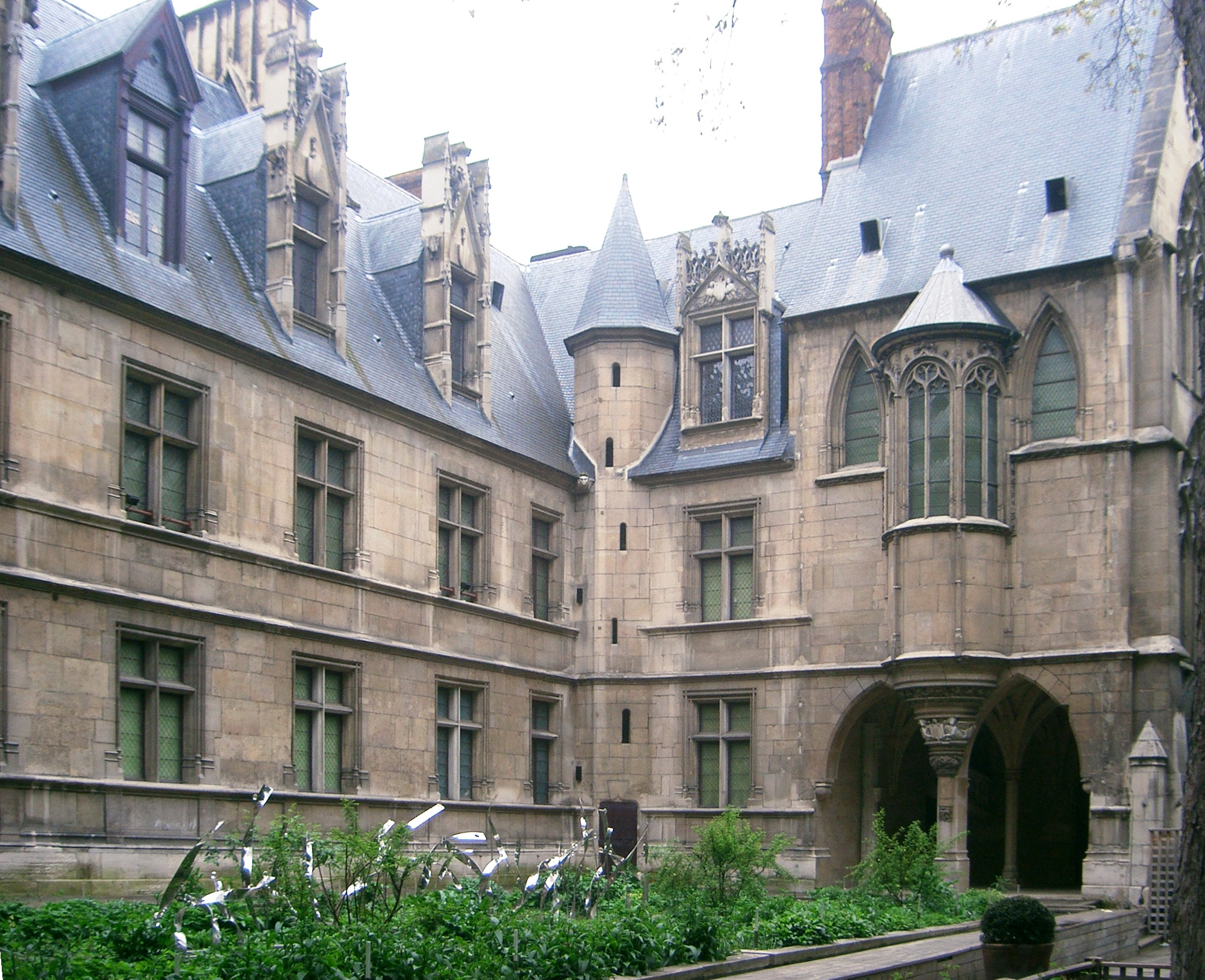
Hôtel de Cluny

- Hôtel de la Monnaie (mincovna) – budova byla přestavována v roce 1572 a 1777. Král Ludvík XV. sem koncem 18. století umístil Pařížskou mincovnu a mince se zde razily až do roku 1973. V současnosti zde sídlí muzeum numismatiky (Musée de la Monnaie de Paris)
- Musée national du Moyen Âge (Hôtel de Cluny) – národní muzeum středověku. Na místě stály římské lázně vybudované kolem roku 200 n. l. Původní frigidarium (studené lázně) se z velké části dochovalo a je integrováno do muzea. V roce 1330 získalo zbytky stavby opatství Cluny a nechalo je později přestavět na opatovu rezidenci při jeho návštěvách královského dvora v Paříži. V letech 1485-1490 byl na pozemku vystavěn palác Hôtel de Cluny spojující prvky pozdní gotiky a renesance. V roce 1842 získal stavbu stát a o dva roky později zde bylo otevřeno muzeum.
- Musée des lettres et manuscrits – Muzeum dopisů a rukopisů bylo založeno v roce 2004 v měšťanském domě z roku 1608, v roce 2010 přesunuto na Boulevard Saint-Germain

### Ostatní

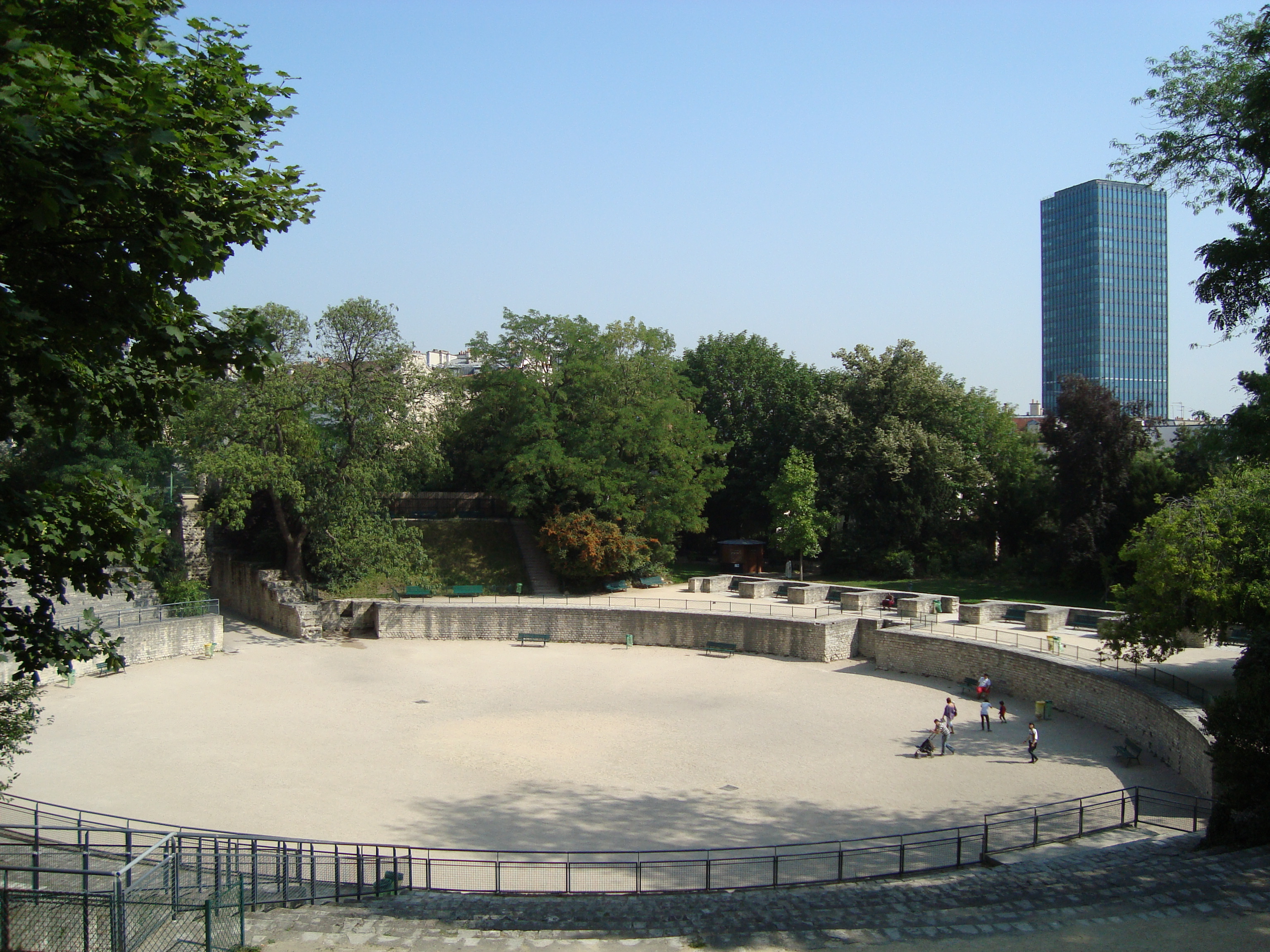
Arènes de Lutèce

- Arènes de Lutèce – bývalá římská aréna, která byla objevena v roce 1869 při stavebních pracích. Na počátku 20. století zde byl vytvořen veřejný park. Je zachována polocha a několik řad sedadel. Původní kapacita byla 35 řad a asi 1500 míst.
- Lucemburské zahrady – největší pařížský městský park o rozloze 22,5 ha.
- Lucemburský palác – byl vystavěn v letech 1615-1625 pro Marii Medicejskou. Po vyhnanství královny matky zámek chátral a za Francouzské revoluce byl králi zkonfiskován. V současnosti je sídlem Francouzského senátu.
- Panthéon – stavba na místě původního kláštera sv. Jenovéfy byla zahájena na příkaz Ludvíka XV. v roce 1758 a v roce 1789 byl kostel vysvěcen, ovšem během Francouzské revoluce byl z rozhodnutí Konventu v roce 1791 přeměněn na svatyni a pohřebiště slavných osobností. Dnes je zde pohřbeno mnoho významných osob jako např. Victor Hugo, Alexandre Dumas st., Jean-Jacques Rousseau, Voltaire a jediná žena – Marie Curie-Skłodowská.
- Pont Neuf – nejstarší most v Paříži postavený v letech 1578-1607.
- Théâtre de l'Odéon – Divadlo Odéon bylo postaveno v roce 1782 především pro konání koncertů a plesů. Po požáru bylo v roce 1807 rekonstruováno. V současnosti se zde hrají především moderní díla.